# العلاقات البنمية الليبيرية
العلاقات البنمية الليبيرية هي العلاقات الثنائية التي تجمع بين بنما وليبيريا.

## مقارنة بين البلدين
هذه مقارنة عامة ومرجعية للدولتين:
| وجه المقارنة                                              | بنما                      | ليبيريا      |
| --------------------------------------------------------- | ------------------------- | ------------ |
| المساحة (كم2)                                             | 74.18 ألف                 | 111.37 ألف   |
| عدد السكان (نسمة)                                         | 4.10 مليون                | 4.73 مليون   |
| الكثافة السكانية (ن./كم²)                                 | 55.27                     | 42.47        |
| العاصمة                                                   | بنما                      | مونروفيا     |
| اللغة الرسمية                                             | اللغة الإسبانية           | لغة إنجليزية |
| العملة                                                    | بالبوا بنمي، دولار أمريكي | دولار ليبيري |
| الناتج المحلي الإجمالي (بليون دولار)                      | 61.84 مليار               | 2.16 مليار   |
| الناتج المحلي الإجمالي (تعادل القوة الشرائية) بليون دولار | 87.37 مليار               | 3.76 مليار   |
| الناتج المحلي الإجمالي الاسمي للفرد دولار أمريكي          | 13.27 ألف                 | 455          |
| الناتج المحلي الإجمالي للفرد دولار أمريكي                 | 20.89 ألف                 | 842          |
| مؤشر التنمية البشرية                                      | 0.780                     | 0.430        |
| رمز المكالمات الدولي                                      | +507                      | +231         |
| رمز الإنترنت                                              | .pa                       | .lr          |
| المنطقة الزمنية                                           | 00                        | 00           |

## منظمات دولية مشتركة
يشترك البلدان في عضوية مجموعة من المنظمات الدولية، منها:
| علم المنظمة | اسم المنظمة                               | تاريخ انضمام بنما | تاريخ انضمام ليبيريا |
| ----------- | ----------------------------------------- | ----------------- | -------------------- |
|             | مؤسسة التنمية الدولية                     | 1 سبتمبر 1961     | 28 مارس 1962         |
|             | مؤسسة التمويل الدولية                     | 20 يوليو 1956     | 28 مارس 1962         |
|             | منظمة حظر الأسلحة الكيميائية              | ?                 | ?                    |
|             | الأمم المتحدة                             | 13 نوفمبر 1945    | 2 نوفمبر 1945        |
|             | الاتحاد الدولي للاتصالات                  | 14 يوليو 1914     | 10 أكتوبر 1927       |
|             | منظمة الشرطة الجنائية الدولية             | ?                 | ?                    |
|             | البنك الدولي للإنشاء والتعمير             | 14 مارس 1946      | 28 مارس 1962         |
|             | الاتحاد البريدي العالمي                   | ?                 | ?                    |
|             | المركز الدولي لتسوية المنازعات الاستشارية | 8 مايو 1996       | 16 يوليو 1970        |
|             | وكالة ضمان الاستثمار متعدد الأطراف        | 21 فبراير 1997    | 12 أبريل 2007        |
|             | يونسكو                                    | 10 يناير 1950     | 6 مارس 1947          |

## وصلات خارجية
- موقع وزارة الخارجية البنمية
- موقع وزارة الخارجية الليبيرية